# Enrico Schnabel
Enrico Schnabel (Dresde, RDA, 13 de enero de 1974) es un deportista alemán que compitió en remo.
Ganó cuatro medallas en el Campeonato Mundial de Remo entre los años 1998 y 2002. Participó en los Juegos Olímpicos de Atenas 2004, ocupando el cuarto lugar en la prueba de ocho con timonel.

## Palmarés internacional
| Campeonato Mundial | Campeonato Mundial      | Campeonato Mundial | Campeonato Mundial |
| Año                | Lugar                   | Medalla            | Prueba             |
| ------------------ | ----------------------- | ------------------ | ------------------ |
| 1998               | Colonia (Alemania)      | Medalla de plata   | Ocho con timonel   |
| 1999               | St. Catharines (Canadá) | Medalla de plata   | Dos con timonel    |
| 2001               | Lucerna (Suiza)         | Medalla de bronce  | Ocho con timonel   |
| 2002               | Sevilla (España)        | Medalla de plata   | Ocho con timonel   |